# Општина Лучани
Општина Лучани је државна управна јединица Моравичког округа и има седиште у насељеном месту Лучани. Према подацима са последњег пописа 2022. године у општини је живело 16.933 становника (према попису из 2011. било је 20.897 становника).

## Географски положај
У околини Старовлашко-рашке висоравни издваја се нискогеографска целина Драгачева чији највећи део територије административно припада општини Лучани. 
Територија општине Лучани простире се између Овчарско-Кабларске клисуре, планине Јелице и развођа реке Бјелице према Голијској Моравици. Општина Лучани има издужен облик, правац пружања северозапад-југоисток. 
Састоји се од Доњег и Горњег Драгачева и захвата површину од 454 km².
Горње Драгачево је планински крај, a делом чини прилаз из јако заталасане у планинску област. Планине се налазе на граници области. На југу је ниска планина Чемерно, a на југоистоку се стрмо уздиже планина Троглав. Велики део планине Јелице налази се на североисточној граници области. Планине су релативно средње висине, али су највише оне на јужној и југоисточној граници области. Унутрашња област је испуњена косама ових планина, нарочито Чемерна и Јелице. Оне су различите величине и висином се јаче истичу где су брда и врхови. Земљиште Горњег Драгачева избраздано је дубоким и широким долинама Бјелице и њених већих притока, између којих се налазе нешто заравњене косе, које су такође многим потоцима издељене на мање површине.
У подгорини Јелице, Овчара и Крстаца простире се Доње Драгачево, са брдима и врховима чије су падине блажег нагиба у односу на падине у Горњем Драгачеву. За надморску висину земљишта у Доњем Драгачеву најкарактеристичнија је изохипса од 500 m. Она чини границу између два висинска нивоа који су готово подједнако заступљени.

## Насеља
Насељена места у општини Лучани су:
| - Бели Камен - Вича - Властељице - Вучковица - Горачићи - Горња Краварица - Горњи Дубац - Граб - Губеревци - Гуча - Гуча (село) - Дљин | - Доња Краварица - Доњи Дубац - Дучаловићи - Ђераћ - Живица - Зеоке - Каона - Котража - Кривача - Крстац - Лис - Лисице | - Лучани (варошица) - Лучани (село) - Марковица - Милатовићи - Негришори - Пухово - Пшаник - Рогача - Ртари - Рти - Тијање - Турица |